# Thulium-169
Thulium-169 of 169Tm is de enige stabiele isotoop van thulium, een lanthanide. Vanwege het feit dat thulium maar één stabiele isotoop kent met een abundantie op Aarde van 100%, valt het element onder zowel de mononuclidische als de mono-isotopische elementen. 
Thulium-169 ontstaat onder meer bij het radioactief verval van erbium-169 en ytterbium-169.
{\displaystyle {\ce {{^{169}_{68}Er}->{^{169}_{69}Tm}+{e^{-}}+{\bar {\nu }}_{e}}}}
{\displaystyle {\ce {{^{169}_{70}Yb}->{^{169}_{69}Tm}+{e^{+}}+{\nu }_{e}}}}
De isotoop wordt ervan verdacht via alfaverval te vervallen tot holmium-165. 
{\displaystyle {\ce {{^{169}_{69}Tm}->{^{165}_{67}Ho}+\,_{2}^{4}\alpha }}}
Thulium-169 bezit echter een halveringstijd die vele malen groter is dan de leeftijd van het universum en derhalve kan de isotoop als stabiel beschouwd worden.
144Tm · 145Tm · 146Tm · 146mTm · 147Tm · 147mTm · 148Tm · 148mTm · 149Tm · 150Tm · 150m1Tm · 150m2Tm · 151Tm · 151m1Tm · 151m2Tm · 152Tm · 152m1Tm · 152m2Tm · 153Tm · 153mTm · 154Tm · 154mTm · 155Tm · 155mTm · 156Tm · 156mTm · 157Tm · 158Tm · 158mTm · 159Tm · 160Tm · 160m1Tm · 160m2Tm · 161Tm · 161m1Tm · 161m2Tm · 162Tm · 162mTm · 163Tm · 164Tm · 164mTm · 165Tm · 166Tm · 166mTm · 167Tm · 167m1Tm · 167m2Tm · 168Tm · 169Tm · 170Tm · 170mTm · 171Tm · 171mTm · 172Tm · 173Tm · 173mTm · 174Tm · 175Tm · 176Tm · 177Tm · 178Tm · 179Tm · 180Tm · 181Tm